# Rio Sambre
O rio Sambre é um rio do norte da França (departamentos de Aisne e Nord) e do sul da Bélgica (na Valónia). É afluente da margem esquerda do rio Meuse, tem cerca de 193 km de extensão e banha as cidades de Hautmont, Maubeuge, Jeumont, Thuin, Charleroi, Sambreville, Namur. Os Romanos o chamavam de rio Sábis.

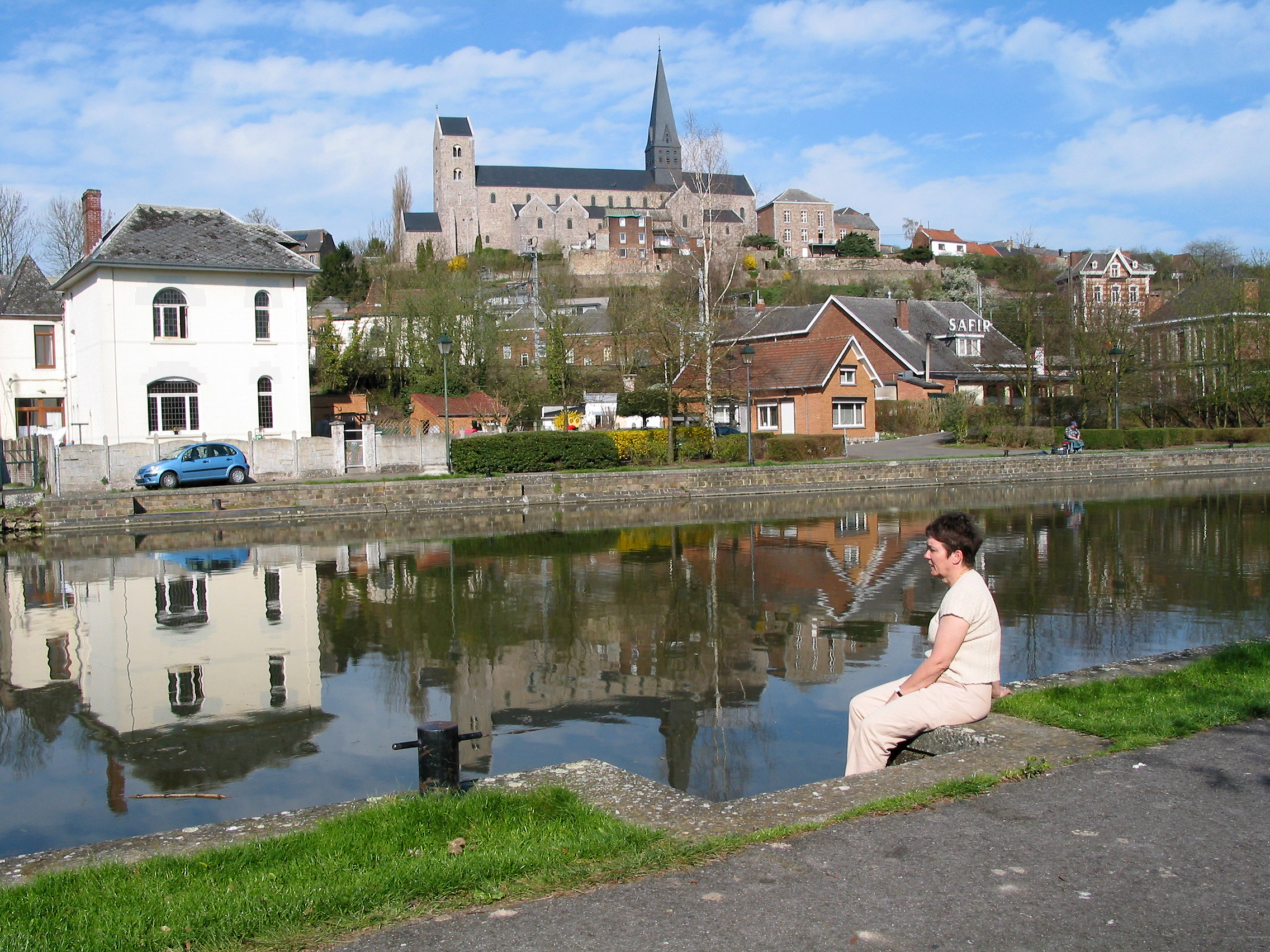
O rio Sambre em Lobbes